# 神威岳 (赤平市・歌志内市)
神威岳（かもいだけ、かむいだけとも）は、北海道赤平市から歌志内市に跨る山である。歌志内市の市街地北部に位置し、東は赤平山と接する。標高467.4m。

## 概要
語源はアイヌ語のカムイヌプリ（熊や狼など野獣の多い山の意）あるいはカムイシンレルマップ（熊の先祖のいる沢又は熊の遊んでいる沢の意）に因む。新第三紀の橄欖石・玄武岩から成る溶岩丘で、山麓の東西は南北に走る神威・若葉の両断層により区切られる。
古くから炭鉱従業員などによって、夏はハイキング、冬はスキー場として利用されていたが、1960年代前半の神威岳公園化計画により、スキー場・遊園地（現在は無い）・キャンプ場など、複合的な行楽施設としての整備が進められた。特に東麓面のかもい岳国際スキー場は、北空知を代表するスキー場として全国的に知られる。
頂上の展望台からは、歌志内市街地を俯瞰出来る他、十勝岳連峰も遠望出来る。

## 近隣の山
- 赤平山（364.6m）
- 西山（543.1m）